# Hoplosauris perornata
Hoplosauris perornata är en fjärilsart som beskrevs av Paul Mabille 1885. Hoplosauris perornata ingår i släktet Hoplosauris och familjen mätare. Inga underarter finns listade i Catalogue of Life.